# Viaduc de Kochertal
Le pont de la vallée du Kocher (en allemand, Kochertalbrücke) est le plus haut pont d'Allemagne. Le pont est à 178 mètres au-dessus du sol, pour une hauteur maximale de 185 mètres.
Situé à proximité de Geislingen am Kocher, il permet à l'autoroute A 6 à quatre voies de traverser la  vallée du Kocher, entre Heilbronn et Nuremberg.

## Construction
Construit en béton armé, le pont est composé de neuf parties : il mesure 1 128 m de long, répartis en sept travées centrales de 138 m et deux travées de rive de 81 m de portée. Il fait 31 m de large. Les huit piliers ont entre 40 et 178 m de haut. Il a été construit entre 1976 et 1979 conjointement par les entreprises Züblin, DYWIDAG et Wayss & Freytag.

## Musée
Un musée a ouvert à Geislingen, consacré au pont. Il présente non seulement toutes les informations concernant la construction mais aussi des répliques des os de dinosaures extraits pendant les travaux de terrassement.

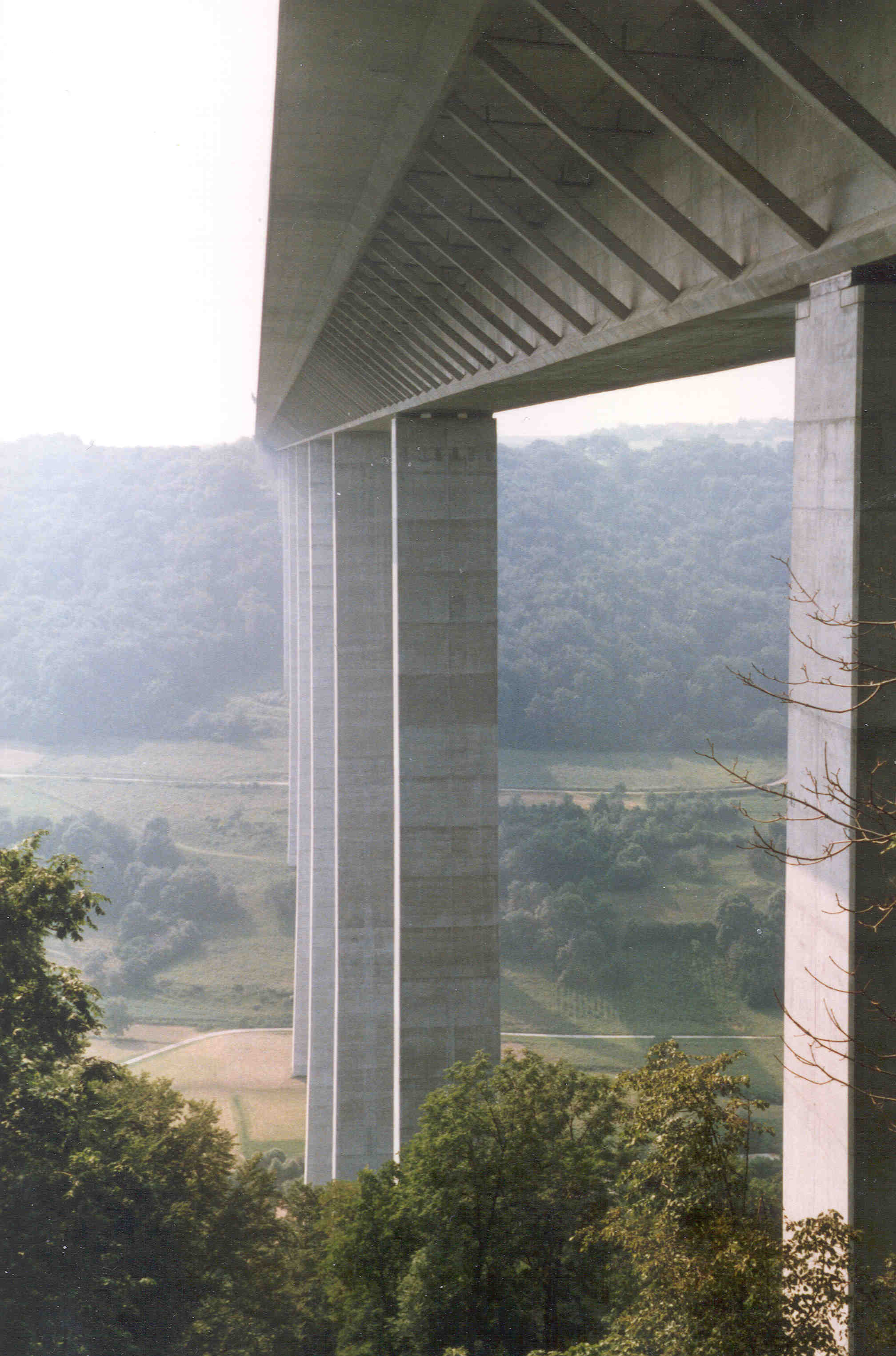
Vue du dessous

## Source de la traduction
- (de) Cet article est partiellement ou en totalité issu de l’article de Wikipédia en allemand intitulé « Kochertalbrücke » (voir la liste des auteurs).